# Čertov potok
Čertov potok – potok na Słowacji, prawy dopływ Zálažnego potoku w dorzeczu Popradu. Ma źródła na wysokości około 860 m na północno-wschodnich stokach przełęczy Sovia poľana (891 m) w Magurze Spiskiej. Spływa doliną u północno-zachodnich podnóży szczytu Veľká Kýčera i na wysokości około 680 m uchodzi do Zálažnego potoku. Przy jego ujściu w rozszerzeniu doliny Zálažnego potoku znajduje się polana i ośrodek wypoczynkowy. Niebieski szlak turystyczny wiodący z Drużbaków Wyżnych (Wyżne Rużbachy) skręca tutaj na lewo, przekracza Zálažný potok i doliną Čertovego potoku prowadzi na  Sovią poľanę.